# Vountus Indra Mawan
Vountus Indra Mawan (* 22. März 1989) ist ein malaysischer Badmintonspieler.

## Karriere
Vountus Indra Mawan wurde bei den Austrian International 2007 Dritter im Herreneinzel. Danach folgten erste Teilnahmen an Grand-Prix-Turnieren wie den Thailand Open 2010, den Macau Open 2011, den Chinese Taipei Open 2011 und den Malaysia Open 2012.

## Referenzen
- bam.org.my

| Personendaten    | Personendaten                 |
| ---------------- | ----------------------------- |
| NAME             | Mawan, Vountus Indra          |
| ALTERNATIVNAMEN  | Sabah                         |
| KURZBESCHREIBUNG | malaysischer Badmintonspieler |
| GEBURTSDATUM     | 22. März 1989                 |